# Памятник горнякам горы Высокой, погибшим в годы Великой Отечественной войны
Памятник горнякам горы Высокой, погибшим в годы Великой Отечественной войны — установлен в Ленинском районе города Нижний Тагил на площади Горняков (на перекрестке улиц Фрунзе и имени Героя Советского Союза Черных Сергея Александровича, адрес ул. Фрунзе, 32). Открыт в 1965 году к двадцатилетнему юбилею Победы «в память боевой и трудовой славы горнякам горы Высокой в годы Великой Отечественной войны».

## Памятник
Памятник горнякам горы Высокой, погибшим в годы Великой Отечественной войны состоит из: обелиска высотой 13 метров, выполненного в виде символического меча из полированного алюминия, как символ Победы над фашистской Германией. На самом верху обелиска укреплен отлитый из бронзы Орден Победы. За стелой две связанные длинные памятные стелы-плиты, на которых увековечены имена 174 горняков, которые погибли, выполняя свой воинский долг по защите Родины. Перед памятником установлены два артиллерийских орудия ЗИС-2 и ЗИС-3 калибром 57 и 76 мм, спроектированные в 1940-м году конструктором В. Г. Грабиным. Сбоку от обелиска установлен прямоугольный крупный пилон с барельефом. На барельефе изображены: рабочий ВЖР. провожающий на войну своих товарищей, широко шагающая женщина, словно вдохновляющая на подвиги, и дальше — картина боя. На стеле цифры — «1941-1945».
На лицевой части памятника надпись «В ПАМЯТЬ БОЕВОЙ И ТРУДОВОЙ СЛАВЫ ГОРНЯКАМ ГОРЫ ВЫСОКОЙ В ГОДЫ Великой Отечественной войны».
Более шестисот горняков сражались на полях Великой Отечественной войны, и каждый четвёртый не вернулся. Не один год собирал совет ветеранов информацию о погибших высокогорцах. Помощь при создании мемориала пришла от руководителя Высокогорского рудоуправления Сергея Ивановича Николаева. Он поддержал идею создания мемориала, договорился о проектировании с главным архитектором города В. Солтысом, оказал финансовую поддержку.
Памятник был торжественно открыт 09.05.1965 на основании решения Нижнетагильского городского Совета депутатов трудящихся от 27 апреля 1965 года № 151 «Об увековечивании памяти тагильчан, героически сражавшихся на фронтах Отечественной войны и отдавших свою жизнь за свободу Родины». В нём говорилось: «9 мая 1965 года советский народ и все прогрессивное человечество отмечает 20-летие Победы над фашистской Германией. В целях увековечивания героического подвига советского народа в Великой Отечественной войне и памяти тагильчан, отдавших свою жизнь за свободу нашей Родины, учитывая ходатайства исполкомов Дзержинского и Тагилстроевского райсоветов, предприятий и учреждений города, исполком горсовета решил: …2. Разрешить Высокогорскому рудоуправлению установить на площади пересечения улиц Фрунзе и Тагильский Криуль обелиск в память горняков ВРУ, погибших на фронтах Великой Отечественной войны».
Создание памятника было доверено тагильским архитекторам В. И. Солтысу, А. И. Обухову, скульпторам М. П. Крамскому и двум его ученикам В. М. Ушакову и Ю. П. Клещевникову.
Скульптор Михаил Павлович Крамской — ветеран Великой Отечественной войны, участник обороны Ленинграда. Памятник работникам ВМЗ, погибшим в годы Великой Отечественной войны (1973), Памятник сотрудникам Института испытания металлов, погибшим в годы Великой Отечественной войны (1975), Памятник односельчанам поселка Висимо-Уткинск, погибшим в годы Великой Отечественной войны (1977) — это также его работы.
О дне открытия памятника горнякам горы Высокой, погибшим в годы Великой Отечественной войны вспоминает ветеран Великой Отечественной войны Н. Костенников:

«День стоял солнечный, вся площадь была загружена народом. Первый в городе (!) памятник погибшим воинам открыли 9 мая — в день двадцатилетия Победы. На митинге выступил Сергей Николаев. Покрывало упало, и засияла на солнце стела, украшенная орденом Отечественной войны. Еще через год мемориальный комплекс пополнился пушками».— .

## Реставрация
К 60-летию Победы в Великой Отечественной войне руководство Нижнетагильского Высокогорского горнообогатительного комбината (ВГОК) финансировало масштабные работы по реконструкции памятника.
Проведенные планировочные работы архитектора Михаила Подольского позволили перевести рельеф в гранит. Имена 140 погибших солдат-горняков выбиты на гранитных плитах, облицовывающих обратную сторону стелы. Одним из важных элементов памятника стал Вечный огонь. Звезду для вечного огня выполнили скульпторы Олег Васильевич и Тимофей Олегович Подольские.
Перевод рельефа, первоначально отлитого из бетона, в гранит выполнили тагильские скульпторы Владимир Павленко и Александр Иванов при активном консультационном участии искусствоведа Нижнетагильского музея изобразительных искусств и скульпторов, членов Художественного совета Нижнетагильского отделения Союза художников России.
Памятник был облицован чёрным гранитом.

## Вечный огонь
В 2005 году на реконструированном памятнике установлена звезда с «Вечным огнем».
«11» мая 2005 года факел был зажжен в Лебяжинском аглоцехе ВГОКа. Огонь к мемориалу доставил начальник аглоцеха А. Я. Иванов и председатель профкома цеха А. А. Орлов. Право зажечь «Вечный огонь» было предоставлено бывшему работнику комбината Г. И. Большакову, управляющему директору ВГОКа М. А. Крупину, Главе города Нижний Тагил Н. Н. Диденко и трехкратному победителю конкурса «Рабочий года» А. М. Новожилову.
«Вечный огонь» зажигается ежегодно 9 мая и 22 июня, для проведения торжественных мероприятий, посвященных этим двум памятным датам.
Памятник горнякам горы Высокой, погибшим в годы Великой Отечественной войны, является одним из четырёх мемориалов Великой Отечественной войны города Нижний Тагил, на котором горит «Вечный огонь».